# هادي السبزواري
هادي بن مهدي بن هادي السبزواري (1797- 1873) المشهور بالحاج المولى هادي السبزواري، ويُلقَّب بـ(أسرار) هو عالم دين وحكيم متأله وفيلسوف إيراني كبير، صاحب مؤلفات كثيرة في المنطق والفلسفة والحكمة، ويعتبر في عصره وريث مدرسة الحكمة المتعالية في المعارف الدينية.

## مولده ونشأته ودرسه
ولد الحكيم السبزواري سنة 1212 هـ في سبزوار، ودرس مقدمات العلوم في صغره، تنتمي والدته (اسمها: زينة الحاجية) إلى عائلة عُرفت بالعلم والفضل والفقاهة، وكان أبوه (مهدي بن هادي بن مهدي السبزواري) من التجار والملاكين في سبزوار، وقد مات وابنه هادي في سن الثامنة، فتولى قيمومته ابن عمته المولى حسين السبزواري الذي كان عالماً زاهداً مشتغلاً بتحصيل العلوم الشرعية في مشهد، فأخذه معه، فتأثر السبزواري به، وأقبل على إكمال دراسته معه واتخاذ أسلوبه في الزهد والالتزام بالشرع، وتعلم الأدب والفقه وأصول الفقه وغيرها، ثم انتقل إلى أصفهان، وتتلمذ على المولى إسماعيل الدربكوشكي الأصفهاني وأخذ عنه الحكمة، خاصة حكمة الإشراق، وعلى المولى علي النوري من شرّاح الحكمة المتعالية، وبعد عشر سنين عاد إلى مشهد واشتغل بتدريس العلوم العقلية والنقلية، وكان يحضر درسه جمع من العلماء.
وفي سنة 1250 هـ - 1834 م سافر الحكيم السبزواري لأداء مناسك الحج واصطحب زوجته معه، ورجع عن طريق البحر إلى بندر عباس ، وفي الطريق ماتت زوجته، وعند العودة كانت الطرق غير آمنة، فغادر إلى كرمان واستقر فيها مشتغلاً بالرياضات الروحية، وتزوج هناك. ثم عاد بعد ثلاث سنوات إلى مسقط رأسه سبزوار وبقي فيها، مشتغلاً بالرياضات الروحية والعبادة والتدريس والتأليف.
وقد اجتمع حوله كثير من الطلاب، وكان لكلامه في دروسه العرفانية تأثير عجيب، ومن الغريب مما ذكروا في تأثير كلامه في تلامذته، أن بعضهم قد أخذته الجذبة الروحية إلى حد الجنون، حتى أن منهم من هلك أو أهلك نفسه.

## أساتذته
- المولى حسين السبزواري ابن عمته.
- الشيخ محمد علي المازندراني النجفي
- الحاج محمد إبراهيم الكلباسي
- الشيخ محمد تقي النجفي، صاحب كتاب هداية المسترشدين.
- المولى إسماعيل الدربكوشكي الأصفهاني، المعروف بواحد العين.
- المولى علي بن جمشيد النوري
- الشيخ أحمد الأحسائي
- السيد رضى اللاريجاني المازندراني.[4]

## تلامذته
تتلمذ عليه جمع كثير، أشهرهم.:
- حسين قلي الهمداني
- محمد كاظم الخراساني
- الميرزا حسين السبزواري

## أولاده
خلّف الحكيم السبزواريّ سبعة أولاد، ثلاثة ذكور وأربع إناث، وهم.:
- الآخوند الملاّ محمّد.
- إسماعيل، وقد أعقب إسماعيل ولدين: أوّلهما شهاب الدين شارح نهج البلاغة، والثاني الحاج الشيخ عماد الدين السبزواريّ من مشايخ الصوفيّة في كناباد.
- عبدالقيّوم وكان له أربعة أولاد: ضياء الحقّ الحكيميّ وهو شاعر معروف ( ت 1334 هـ )؛ صدر الدين الحكيمي ( ت 1332هـ )؛ حسام الدين الحكيمي ( ت 1291هـ )، وبهاء الدين الحكيمي ( ت 1372هـ )، وهو الولد الأصغر للحكيم السبزواريّ.
- قدسيّة، تزوّجت من الحاج عبد الحميد فتوفّي عنها، فتزوجّها بعده الميرزا إبراهيم شريعتمدار.
- زكيّة، تزوّجت من الحاج الميرزا حسن الحكيم، وهو من تلامذة الحكيم السبزواريّ.
- نوريّة، وهي أم الحاج الميرزا عبد الحكيم المدرّس، تلميذ الشيخ جلوة.
- صفيّة، أنجبت الحاج محمّد هاشم.

## مكانته العلمية
يعتبر الحكيم السبزواري من ورثة مدرسة صدر المتألهين والتابعين له، ومن شراح الحكمة المتعالية، وهو لم يكن تابعاً وشارحاً بالمعنى الحرفي، بل كان فيلسوفاً حكيماً مستقل الرأي، وقد أصبحت كتبه فيها قبلةً لكبار وأعاظم مدرسة الحكمة المتعالية؛ فقد شغفوا بعده بها من حيث التعليق والتدريس. وهو حكيم متألّه إشراقي، فقد انتهت إليه حكمة الإشراق في عصره.
وهو وإن برع في الحكمة المتعالية واشتهر بها، فإنه كان عالماً في الفقه وأصوله والتفسير والطب وعلم الحروف، كما كان أديباً وشاعراً باللغة الفارسية والعربية، وكان يضمن شعره بعض علومه الروحانية، كما يظهر ذلك في آثاره.
في حين لم يعرف عنه أنه درس حكمة المشاء ولم يوجد له أثر فيها.

## سيرته العملية
كان الحكيم السبزواري عارفاً سالكاً على طريقة العرفاء المتألهين، وهي التقيد بالشريعة مع الرياضات الروحية والمداومة على التهجد واجتناب زخارف الدنيا والانقطاع إلى الله تعالى كما يشهد له بذلك كل من عرفه، ولم يكن يسلك مسلك الصوفيّة، وكانت له مزرعة يعتاش منها هو وعياله بالاقتصاد.

## زيارة الشاه القاجاري له في بيته
عندما سافر ناصر الدين شاه القاجاري إلى خراسان، كان أهل كل مدينة يمر بها يخرجون لاستقباله عندما يدخل المدينة ويودعونه ويشيعونه عندما كان يخرج منها.
وعندما دخل مدينة سبزوار خرج أهل المدينة لاستقباله، إلا الحكيم المولى هادي السبزواري، وكان ناصر الدين شاه يتوق إلى رؤيته في هذا السفر، والتحدث معه مما سمعه عنه، فلما لم يجده بين المستقبلين، صمم على أن يذهب هو إليه، فقالوا للملك: (إن الحكيم لا يرغب بلقاء الملك أو الوزير). فقال ناصر الدين شاه: (إن الملك يرغب بلقاء الحكيم). فأخبروا الحكيم السبزواري بأمر الزيارة.
وفي يوم الموعد المحدد توجه الشاه مع أحد ندمائه إلى منزل الحكيم، فرأى بيته بسيطاً، ومحتوياته مثله. وأثناء الحديث قال الشاه:
(لكل نعمة من النعم شكر، شكر نعمة العلم التدريس والإرشاد، وشكر نعمة المال الإعانة والإغاثة، وشكر نعمة السلطنة قضاء الحوائج، لهذا فإني أرغب أن تطلب مني شيئاً لأوفق للقيام به).
فامتنع السبزواري عن طلب شيء، فأراد الشاه أن يأمر بإعفاء أرضه الزراعية من الضريبة لو طلب منه ذلك.
فأبى السبزواري وقال:
(إن الضرائب المفروضة على سبزوار محددة، لا يمكن أن تنقص، فإذا خففت الضرائب المفروضة على أرضي أو أعفيت أرضي منها فستدفعها اليتامى والأرامل).
حينها قال الشاه:
(أريد أن أتناول طعام الغداء اليوم معك، وأريد أن آكل من الغداء الذي تأكله كل يوم، فأرجو أن تحضر المائدة).
أحضروا له طعامه، وكان طبقاً يحوي قرصاً من الخبز، وإناء من اللبن، وقليلاً من الملح، فقال الحكيم السبزواري للشاه:
(مدّ يدك؛ فإنه طعام حلال، لأنه نتيجة تعبي، فأنا الذي قمت بزراعته).
وحين ذاق منه الشاه شيئاً فشيئاً، وجده طعاماً خشناً، لم يتعود على مثله، فاعتذر عن تناوله، إلا أنه أخذ قليلاً من الخبز معه تبركاً وتيمناً به.
وبعد لحظات غادر الشاه المنزل وقد تملكته الحيرة والدهشة من شخصية هذا الرجل الكبير النفس.
وقد ألف الحكيم السبزواري كتابه (أسرار الحكم في المفتتح والمختتم) بطلب من ناصر الدين شاه حيث التمس منه ذلك عند زيارته له في بيته، وقد فرغ من تأليفه عام 1284هـ.

## وفاته
نقل بعض طلبته أنّه أنهى درسه في آخر يوم من حياته، ثمّ قال بالفارسية بما ترجمته:
| هادي السبزواري | التجلّي واحد، المتجلّي واحد، المتجلّى له واحد، إلى متى أقول؟ لقد طنّت أُذني؛ ( مَن كان آخر كلمته لا إله إلاّ الله وَجَبَت له الجنّة) | هادي السبزواري |

ثمّ انتابته حالة أشبه بالسُّبات، ولفظ أنفاسه دفعةً واحدة.
توفي الحكيم السبزواري عن عمر ناهز الثامنة والسبعين في سبزوار يوم 28 ذي الحجة 1289 هـ الموافق 26 فبراير عام 1873م، ودفن فيها.
وبنيت على قبره قبة، في عهد ناصر الدين شاه، وهي مقبرة كبيرة فخمة، وكانت أرض المقبرة من أملاك الحكيم السبزواريّ، فتولّى مستوفي الممالك أمر بنائها، فبُني فيها بناء كبير يضمّ عدداً كبيراً من الغُرف التي تقرّر أن تكون جزءاً من مدرسة ضخمة، لكنّها تحوّلت بالتدريج إلى مقابر للعلماء والأعلام من تلامذة الحكيم السبزواري.

## مؤلفاته
- غرر الفوائد في فن الحكمة
- اللالئ المنتظمة في المنطق
- شرح نبراس الهدى في الفقه
- أسرار الحكم
- شرح المثنوي
- حاشية على الأسفار لصدر المتألهين
- حاشية على الشواهد الربوبية لصدر المتألهين
- حاشية على المبدأ والمعاد لصدر المتألهين
- حاشية عل مفاتيح الغيب لصدر المتألهين
- حاشية على البهجة المرضية للسيوطي
- شرح الأسماء؛ أو شرح دعاء الجوشن الكبير
- مفتاح الفلاح ومصباح النجاح في شرح دعاء الصباح
- ديوان شعر؛ بالفارسية
- الرحيق في علم البديع
- الراح القراح في علم البديع
- رسائل وأجوبة مسائل (طبعت متفرقة، ومجموعة)[6]

## وصلات خارجية
- سيرة الملا هادي السبزواري على شبكة الإمام الرضا
- كتاب شرح الأسماء